# Ераковићи
Ераковићи је насеље у пријестоници Цетиње у Црној Гори. Према попису из 2003. било је 113 становника (према попису из 1991. било је 129 становника). У селу је црква Светог Саве.

## Историја
Православноj цркви у месту донатор звона био је краљ Александар Карађорђевић. Звоно је излила фирма "Ливница звона" власника инжињера Предрага Јовановића из Новог Сада.

## Демографија
У насељу Ераковићи живи 91 пунолетни становник, а просечна старост становништва износи 40,0 година (35,5 код мушкараца и 45,2 код жена). У насељу има 36 домаћинстава, а просечан број чланова по домаћинству је 3,14.
Ово насеље је великим делом насељено Црногорцима (према попису из 2003. године), а у последња три пописа, примећен је пад у броју становника.
|  |

| Демографија | Демографија | Демографија |
| Година      | Становника  | Становника  |
| ----------- | ----------- | ----------- |
|             |             |             |
|             |             |             |
|             |             |             |
|             |             |             |
| 1948.       | 242         |             |
| 1953.       | 241         |             |
| 1961.       | 220         |             |
| 1971.       | 196         |             |
| 1981.       | 181         |             |
| 1991.       | 129         | 129         |
| 2003.       | 113         | 113         |
|             |             |             |

| Етнички састав према попису из 2003.‍ | Етнички састав према попису из 2003.‍ | Етнички састав према попису из 2003.‍ | Етнички састав према попису из 2003.‍ | Етнички састав према попису из 2003.‍ |
| ------------------------------------ | ------------------------------------ | ------------------------------------ | ------------------------------------ | ------------------------------------ |
|                                      |                                      |                                      |                                      |                                      |
| Црногорци                            | Црногорци                            |                                      | 111                                  | 98,23%                               |
| Срби                                 | Срби                                 |                                      | 2                                    | 1,76%                                |
| непознато                            | непознато                            |                                      | 0                                    | 0,0%                                 |

| Година пописа     | 1948. | 1953. | 1961. | 1971. | 1981. | 1991. | 2003. |
| ----------------- | ----- | ----- | ----- | ----- | ----- | ----- | ----- |
| Број домаћинстава | 51    | 54    | 53    | 49    | 49    | 38    | 36    |

| Број чланова      | 1  | 2 | 3  | 4 | 5 | 6 | 7 | 8 | 9 | 10 и више | Просек |
| ----------------- | -- | - | -- | - | - | - | - | - | - | --------- | ------ |
| Број домаћинстава | 36 | 8 | 10 | 3 | 6 | 4 | 3 | 2 | 0 | 0         | 0      |

| Пол    | Укупно | Неожењен/Неудата | Ожењен/Удата | Удовац/Удовица | Разведен/Разведена | Непознато |
| ------ | ------ | ---------------- | ------------ | -------------- | ------------------ | --------- |
| Мушки  | 51     | 26               | 24           | 1              | 0                  | 0         |
| Женски | 45     | 9                | 24           | 11             | 1                  | 0         |
| УКУПНО | 96     | 35               | 48           | 12             | 1                  | 0         |

| Пол    | Укупно                    | Пољопривреда, лов и шумарство | Рибарство                            | Вађење руде и камена | Прерађивачка индустрија       |
| ------ | ------------------------- | ----------------------------- | ------------------------------------ | -------------------- | ----------------------------- |
| Мушки  | 21                        | 0                             | 0                                    | 0                    | 6                             |
| Женски | 9                         | 2                             | 0                                    | 0                    | 0                             |
| УКУПНО | 30                        | 2                             | 0                                    | 0                    | 6                             |
| Пол    | Производња и снабдевање   | Грађевинарство                | Трговина                             | Хотели и ресторани   | Саобраћај, складиштење и везе |
| Мушки  | 4                         | 0                             | 3                                    | 3                    | 3                             |
| Женски | 1                         | 0                             | 2                                    | 2                    | 0                             |
| УКУПНО | 5                         | 0                             | 5                                    | 5                    | 3                             |
| Пол    | Финансијско посредовање   | Некретнине                    | Државна управа и одбрана             | Образовање           | Здравствени и социјални рад   |
| Мушки  | 0                         | 0                             | 0                                    | 0                    | 0                             |
| Женски | 0                         | 0                             | 0                                    | 1                    | 1                             |
| УКУПНО | 0                         | 0                             | 0                                    | 1                    | 1                             |
| Пол    | Остале услужне активности | Приватна домаћинства          | Екстериторијалне организације и тела | Непознато            | Непознато                     |
| Мушки  | 2                         | 0                             | 0                                    | 0                    | 0                             |
| Женски | 0                         | 0                             | 0                                    | 0                    | 0                             |
| УКУПНО | 2                         | 0                             | 0                                    | 0                    | 0                             |